# Edmond Kaiser

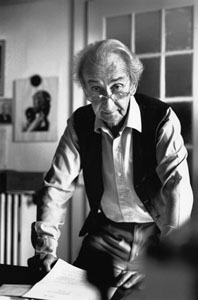
Edmond Kaiser

Edmond Kaiser (Parijs, 2 januari 1914 - Coimbatore, (India) 4 maart 2000) was een journalist, dichter en schrijver, agnost van Joodse komaf. Hij was de oprichter van Terre des Hommes, een organisatie gewijd aan kansarme kinderen en vrouwen in de wereld. In 1960 werd hij Zwitsers staatsburger.